# 尚元魯
尚元魯（1805年—1854年），和名浦添王子朝熹，琉球國第二尚氏王朝攝政。浦添御殿三世。
尚元魯是向文炳（浦添按司朝英）之子。他的祖父尚圖（浦添王子朝央）也曾擔任過攝政。
道光二十二年（1842年），尚元魯以慶賀正使的身份，與副使毛達德（座喜味親方盛普）一起上江戶，慶賀德川家慶就任日本江戶幕府的將軍。慶賀使團跟隨薩摩藩藩主島津齊興一起前往江戶。在江戶，尚元魯向香川景樹學習和歌。翌年歸國。
道光二十三年（1843年），他奉命出使薩摩藩，祝賀島津齊興陞正四位上。道光十五年九月七日（1835年10月28日），就任攝政。咸豐二年四月三日（1852年5月21日）致仕。咸豐四年（1854年）卒，葬於浦添御殿墓。無子，以叔父向文輝（奧武親方朝昇）的第六子向有德（浦添按司朝忠）為嗣子，由向有德繼承其家督之位。
尚元魯擅於寫琉歌、和歌和漢詩，有不少作品流傳於世，他也是琉球三十六歌仙之一。著作有漢詩詩集《東遊草》等。